# 5 Americans in Prague
5 Americans in Prague (em português: "5 Americanos em Praga") é um dos filmes mais conhecidos da produtora pornográfica gay Bel Ami, em pareceria com o site Corbin Fisher. O filme é uma continuação do filme An American in Prague, lançado pela Bel Ami em 1997. Cenas do filme foram disponibilizados mensalmente nos sites oficiais das produtoras (BelAmiOnline.com e CorbinFisher.com) até o seu real lançamento em Fevereiro de 2010.

## Produção
Em Setembro de 2008, o site americano CockyBoys.com patrocionou uma turnê européia realizada pela Bel Ami intitulada Europe’s Next Gay Porn Star, que contou com a participação dos modelos Jesse Santana e Guy Parker, da CockyBoys. Em outubro do mesmo ano, George Duroy se encontrou, pela primeira vez, com Corbin Fisher, dono de um site pornográfico que leva seu nome.
Posteriormente, em agosto de 2009, a produtora e a CockyBoys anunciaram a produção de um vídeo exclusivo entre Jesse Santana e Luke Hamill, modelo da Bel Ami. O vídeo recebeu grandes elogios da crítica, que dizia que se "você não se excitou com esse vídeo, então confira o seu pulso, pois você poderá estar morto". Além desse, a produtora e o site ainda lançaram mais um video, que conta com a participação de quatro modelos, sendo dois da Bel Ami (Luke Hamill e Manuel Rios) e dois da CockyBoys (Bobby Clark e Jesse Santana).
Entusiasmado com o sucesso da parceria com o site americano, Duroy e Fisher resolveram ingressar em uma outra parceria, anunciada em 4 de Julho de 2009, e visava o lançamento de um DVD, além de vários conteúdos para a internet. Isso gerou uma reformulação no site da Bel Ami, que agora conta com uma link intitulado iBelAmi, que é atualizada pelo próprio George Duroy. O filme começou a ser gravado em Julho de 2009, e foi filmado em São Francisco, na Califórnia, em Praga, na República Tcheca e em Budapeste, na Hungria. Entre os grandes astros presentes na produção estão Brandon Manilow, Dolph Lambert e Luke Hamill, da Bel Ami, e Josh, Connor e Dawson, da Corbin Fisher.

### Marketing
As propagandas do filme contou com a participação de alguns atores. Luke Hamill e Josh, protagonizaram o primeiro vídeo chamado pela produtora de "episódios introdutórios", e foi filmado em um armazém. Segundo o representante da empresa, a cena contou com um reencontro de Luke com Josh, que se conhecem há anos. Além desse, foi divulgado outro vídeo com Luke Hamill e Alex Orioli, da Bel Ami, e Derek e Travis, da Corbin Fisher. Os vídeos foram divulgados em outros sites.

## Crítica
| Críticas profissionais | Críticas profissionais |
| Avaliações da crítica  | Avaliações da crítica  |
| Fonte                  | Avaliação              |
| ---------------------- | ---------------------- |
| XX Factor              | [ 9 ]                  |

Harley Shadow, inicia sua crítica do filme, elogiando a similaridade entre a Bel Ami e a CorbinFisher.com, bem como, a nítida semelhança entre 5 Americans in Prague e An American in Prague. Segundo ele, não é difícil encontrar semelhanças, a menos que você esteja distraído pelos lindos e intesos modelos. Além disso, ele aconselha comprar o DVD, sob o argumento de que ele apresenta um intercâmbio de estudantes e, embora exista uma barreira em relação a língua, a tradução não se perde no decorrer do filme. Porfim, Shadow conclui que o filme é "absolutamente fantástico. Os homens são lindos, quentes... Espero que a Corbin Fisher realize uma nova parceria com a Bel Ami, para uma produção em casa".

## Prêmios
| Ano  | Categoria            | Premiação    | Trabalho              | Resultado |
| ---- | -------------------- | ------------ | --------------------- | --------- |
| 2010 | Melhor filme de sexo | GayVN Awards | 5 Americans in Prague | Indicado  |

## Ficha técnica
| Produção - Mel Roberts Jr. (Pós-produção) - Christian Bisset (Pós-produção) - Luke Hamill (Assistente de produção) - David Peter (Assistente de produção) - Eliot Klein (Gerente de produção) | Videografia - Mark Russos - Marty Stevens - Lukas Ridgeston - Eliot Klein - Johan Paulik |